# Акчим
А́кчим — река в России, протекает в Пермском крае. Устье реки находится в 190 км от устья реки Вишера по левому берегу. Длина реки составляет 60 км, площадь водосборного бассейна — 518 км².

## Описание
Река полностью протекает по территории Красновишерского района Пермского края. Берёт начало на Северном Урале (гора Золотой Камень) примерно в 5,4 км к востоку от истока реки Большая Ябурская. Примерно 11 км от истока течёт в юго-западном направлении, затем поворачивает на запад, а ещё через 4 км — на северо-запад. Характер течения в верхнем и среднем течении — горный, на реке многочисленные пороги. Ближе к устью пороги на реке исчезают. В нижнем течении на левом берегу реки находится посёлок Мутиха. Впадает в реку Вишера напротив деревни Акчим, примерно в 4,5 км ниже устья реки Большая Ябурская. Ширина реки у устья около 30 метров, скорость течения 0,8 м/с.
В верховьях реки, ежегодно, начиная с 2008 года, проводится Чемпионат Пермского края по спортивно-туристскому многоборью на средствах сплава.

## Притоки
(указано расстояние от устья)
- 4,5 км: река Южная Мутиха (лв)
- река Нижний Родник (пр)
- река Верхний Родник (пр)
- река Акуниха (лв)
- река Верхне-Акчимская Золотиха (пр)
- 36 км: река Верхне-Большая Золотянка (лв)
- река Золотянка (лв)
- река Акчимская Рассоха (пр)

## Данные водного реестра
По данным государственного водного реестра России, относится к Камскому бассейновому округу, водохозяйственный участок реки — Кама от водомерного поста у села Бондюг до города Березники, речной подбассейн реки — бассейны притоков Кама до впадения Белой. Речной бассейн реки — Кама.
Код объекта в государственном водном реестре — 10010100212111100004655.